# Огулин (Хорватія)
Огулин (хорв. Ogulin) — місто в центральній Хорватії. Друге за величиною місто в Карловацькій жупанії. Населення 8 712 осіб (2001).

## Загальні відомості
Огулин розташований на півдорозі між Загребом та Рієкою, у туристичній зоні, на стику декількох історичних хорватських областей. На північ і північний захід від нього лежить Горскі-Котар, на південь і південний захід — північна Адріатика, на південний схід — район Плитвицьких озер. Від Карловаца і Делніце Огулин віддалений на 50 кілометрів, від Сеня місто відділяють 77 км, а від столиці Загреба — 106 кілометрів.
Місто розкинулося біля підніжжя гори Клек. Поряд знаходиться вузький і глибокий каньйон річки Добра.
Огулин лежить у тій місцевості Хорватії, де здавна проживає мішане хорватсько-сербське населення. Незважаючи на значний відтік жителів сербської національності під час і після війни, згідно з переписом 2001 р. в місті та околицях хорвати становили 76 %, а серби 21 % населення.

## Історія
Огулин вперше згадується в 1500 р. Його заснування пов'язано з ім'ям одного з найвідоміших членів знаменитого роду Франкопанів — князем Бернардом Франкопаном. Після розорення турками околиць у 1493 р. Бернард заснував новий форт для захисту від них — Огулин. Вважають, що назва міста походить від латинського «ob gula» (над урвищем), де мається на увазі глибока й крута ущелина річки Добра. В 1573 р. Огулин увійшов до складу королівських земель і став фортецею в складі Військової границі. На першій географічній карті Хорватії, складеній єзуїтом Степаном Главачем 1673 року, Огулин зветься Юліїнград. Таке ім'я міста походить від легенди про дівчину Юлію, яка в зв'язку з нерозділеним коханням кинулася в прірву, над якою і виник Огулин. Помітний розвиток міста починається в XIX столітті, коли воно стає адміністративним центром округу Модруш-Рієка.
У 1873 р. через місто пройшла залізниця Загреб — Рієка, що викликало велике економічне піднесення і послужило поштовхом до дальшого розвитку міста.
У 1920 р. місто увійшло до складу Королівства Сербів, Хорватів і Словенців, згодом Югославії. Під час Вітчизняної війни 1991 р. великосерби намагалися загарбати і це хорватське містечко. 12 листопада 1991 р. МіГи Югославської армії обстріляли Огулин ракетами, а потім спробувала прорватися піхота самопроголошеної «сербської Країни». У той час в Огулині було 10 525 жителів і розміщувалося 1600 хорватських біженців з Кордуна. Місто вистояло.

## Населення
Населення громади за даними перепису 2011 року становило 13 915 осіб, 1 з яких назвали рідною українську мову. Населення самого міста становило 8 216 осіб.
Динаміка чисельності населення громади:
Динаміка чисельності населення міста:

## Населені пункти
Крім міста Огулин, до громади також входять:
- Десмериці
- Донє Дубраве
- Донє Загор'є
- Дрежниця
- Дуймич-Село
- Горнє Дубраве
- Горнє Загор'є
- Хрелін-Огулинський
- Ясенак
- Маркович-Село
- Оток-Оштарийський
- Поникве
- Попово-Село
- Поток-Мусулинський
- Пушкаричі
- Рибаричі
- Сабляк-Село
- Салопек-Село
- Светий Петар
- Трошмарія
- Турковичі Огулинські
- Витунь
- Загор'є

## Пам'ятки
- Франкопанський замок — споруджений в 1500 р., могутній, чудово збережений форт.
- Церква Святого Хреста — збудована в 1781 р.
- Православна церква св. Георгія- побудована в 1867 р.

## Визначні постаті
В місті народились:
- знаменита хорватська письменниця Івана Брлич-Мажуранич.
- Лука Циндріч (* 1993) — хорватський гандболіст.
- Домінік Бертович — kcroat [6]